# Энгванда, Нунцио
Нунцио Энгванда-Онгена (фр. Nunzio Engwanda-Ongena; родился 1 декабря 2007) — бельгийский футболист, центральный защитник клуба «Андерлехт».

## Клубная карьера
Воспитанник футбольной академии клуба «Андерлехт». В августе 2023 года дебютировал за «Андерлехт Фьючерс» (резервную команду «Андерлехта») в матче против «Беерсхота»; в возрасте 15 лет, 8 месяцев и 11 дней стал самым молодым игроком в истории бельгийского профессионального футбола. В том же месяце Энгванда подписал с «Андерлехтом» свой первый профессиональный контракт до 2026 года. 28 ноября 2024 года дебютировал в основном составе «Андерлехта», выйдя на замену в матче общего этапа Лиги Европы УЕФА против «Порту».

## Карьера в сборной
Выступал за сборные Бельгии до 16, до 17, до 18 и до 20 лет.